# Chindu
Chindu (chữ Tạng: ཁྲི་འདུ་རྫོང་; Wylie: khri 'du rdzong; ZWPY: Chindu Zong; tiếng Trung: 称多县; bính âm: Chènduō xiàn, Hán Việt: Xưng Đa huyện) là một huyện thuộc châu tự trị dân tộc Tạng Gyêgu (Ngọc Thụ), tỉnh Thanh Hải, Trung Quốc.

### Trấn
- Xưng Văn (称文镇)
- Hiết Vũ (歇武镇)
- Trát Đoá (扎朵镇)
- Thanh Thủy Hà (清水河镇)

### Hương
- Ca Đoá (尕朵乡)
- Trân Tần (珍秦乡)
- Lạp Bố (拉布乡)
- (赛河乡)